# Marian Kwarciński
Marian Kwarciński (ur. 16 stycznia 1933 w Rojewie, zm. 10 lipca 2015) – polski żużlowiec.

## Życiorys
Karierę zawodniczą rozpoczął po uzyskaniu licencji w 1950 roku występując początkowo w barwach Cuiavii Inowrocław w ramach Pomorskiej Ligi Okręgowej. Następnie był zawodnikiem Unii Leszno z którą w 1952 roku zdobył Drużynowe Mistrzostwo Polski. Po powołaniu do wojska przerwał na kilka lat karierę zawodniczą by powrócić na tor w barwach Startu Gniezno z którym związany był jako zawodnik w latach 1957-1971. Kwarciński był również członkiem narodowej reprezentacji polski biorąc w 1963 roku udział gnieźnieńskim trójmeczu z ZSRR i Czechosłowacją. W 1969 roku uplasował się na drugim miejscu Turnieju Grodu Lecha. Po zakończeniu kariery zawodniczej był szkoleniowcem w Starcie Gniezno. Zmarł 10 lipca 2015 roku i został pochowany na Cmentarzu pw. Świętego Wawrzyńca przy ul. Witkowskiej w Gnieźnie.